# Johanna Paliege
Johanna Paliege (* 15. Oktober 1987 in Ost-Berlin) ist eine deutsche Schauspielerin.

## Leben
Johanna Paliege schloss ihre Schulausbildung in Berlin mit dem Abitur ab. Danach sammelte sie erste Bühnenerfahrungen am Kinder- und Jugendtheater „Murkelbühne“ in Berlin (2007/08) und am Théâtre des Asphodèles (2008) in Lyon. Von 2008 bis 2012 absolvierte sie ihre Schauspielausbildung am Max-Reinhardt-Seminar in Wien. Zu ihren Lehrern gehörten Regina Fritsch und Karlheinz Hackl.
Während ihrer Ausbildung spielte sie an der Seite von Emilia Schüle die Rolle der bösen Stiefschwester Clothilde in der Märchenverfilmung Aschenputtel (2010).
Erste Theaterengagements hatte sie bereits während ihres Schauspielstudiums. 2010 trat Paliege im Rahmen des Elsässer Theater-Festivals „Premiers Actes“ am Stadttheater Colmar (Théâtre Municipal de Colmar) als Marianne, die Tochter des Zauberkönigs, in Ödön von Horváths Schauspiel Geschichten aus dem Wienerwald (Regie: Catherine Umbdenstock) auf. In der Spielzeit 2010/11 gastierte sie als Schülerin Martha Bessel in Frühlings Erwachen (Regie: Stephanie Mohr) an den Wiener Kammerspielen. 2011 war sie am Stadttheater Colmar als Solange in dem Theaterstück Der Fall der Marquise von O... nach Motiven der Novelle von Heinrich von Kleist zu sehen. Ihr letztes Studienjahr verbrachte sie als Austauschstudentin in Paris am Conservatoire national supérieur d’art dramatique, wo sie 2012 als Mädchen („La Fille“) in dem Theaterstück Café (Originaltitel: Coffee) von Edward Bond auftrat.
Im Sommer 2012 spielte sie beim Theater-Festival „Shakespeare auf der Rosenburg“ die Rolle der Schäferin Phoebe in der Shakespeare-Komödie Wie es euch gefällt.
Ab Beginn der Spielzeit 2013/14 war sie bis 2015 für zwei Spielzeiten festes Mitglied im Schauspiel-Ensemble von Theater & Philharmonie Thüringen. Dort verkörperte sie unter anderem die Hermia in Ein Sommernachtstraum (Regie: Bernhard Stengele), Valerio in Leonce und Lena (Regie: Catherine Umbdenstock) und wirkte bei der internationalen Koproduktion Die Frauen von Troja nach Euripides mit, die in Griechenland, der Türkei und in Deutschland aufgeführt wurde.
2015 spielte Paliege am Kasemattentheater Luxemburg in Ingmar Bergmans Totentänze (Trämålning) die Rolle der Hexe. 2016 gastierte sie in der Hauptrolle der Produktion Ronja Räubertochter am Stadttheater Bremerhaven. 2016 begann sie ihre Zusammenarbeit mit der „Hall de la Chanson“ in Paris, wo sie seitdem häufiger gastierte. 2017 trat sie mit ihrem Programm Blaue Nacht – eine Revue fantastique, das Chanson und Texte im Stile des Cabarets verbindet, im „Haus der Sinne“ in Berlin-Prenzlauer Berg auf.
Seit 2018 arbeitet Paliege als Schauspielerin und Musikerin mit der mobilen Theatergenossenschaft „Traumschüff“ zusammen. Seit 2020 gehört sie dort zum künstlerischen Leitungsteam.
Von 2019 bis 2022 spielte sie in mehreren Inszenierungen am Globetheater Berlin unter der Regie von Jens Schmidl, Anselm Lipgens und Christian Leonard. 2023 gehörte sie zum Ensemble der internationalen Koproduktion INGABO, einer mehrsprachigen Musiktheater-Produktion, die in Burundi (Ostafrika) und in verschiedenen deutschen Städten aufgeführt wurde.
Mit dem „Duo Malve“ tritt sie mit Gesang und Akkordeon im deutschsprachigen Raum auf Festivals, Stadtfesten und in kleinen Konzert-Locations auf.
Johanna Paliege, die fließend Französisch spricht, lebt in Berlin.

## Filmografie
- 2010: Aschenputtel (Fernsehfilm)